# Amphithalamus vallei
Amphithalamus vallei is een slakkensoort uit de familie van de Barleeiidae. De wetenschappelijke naam van de soort is voor het eerst geldig gepubliceerd in 1947 door Aguayo & Jaume.